# 하플로타입
하플로타입(Haplotype)은 haploid(홑배수체)와 genotype(유전자형)의 합성어로, 어떤 생명체에서 한 부모로부터 함께 유전되는 대립유전자의 집합, 즉 생식자의 유전자형을 의미한다.
다른 의미로 사용되기도 하는데, 하플로타입은 하나의 염색체상에 통계적으로 연관된 단일 핵산염기 다형현상(SNP, Single Nucleotide Polymorphism) 집합이다. 이 연관들과 하플로그룹 블록의 대립형질의 확인을 통해 그 영역의 다른 다형성 영역을 확인 할 수 있다고 생각된다. 이들 정보는 일반 질병들의 배경을 조사하는데 매우 유용하며, 인간에 대해서는 햅맵 프로젝트를 통해 조사되고 있다.
많은 유전자 테스트 회사에서는 이 용어를 짧은반복수변이(STR, Short Tandem Repeat) 대립형질의 집합으로 사용한다. 반면 하플로그룹이라는 용어는 잠재적인 하플로타입을 포함하는 특정 진화상 분기군(clade)를 나타내는 SNP 돌연변이들을 지칭한다.

## 하플로타입 결정(resolution)
한 개체의 유전형은 고유한 하플로타입을 결정할 수 없다. 예를 들어 이배체 생물의 동일한 염색체내의 SNP과 같은 2가지 대립형질을 생각해보자. 첫째좌위에 A와 T의 대립형질이 있다면 세가지 유전형 AA, AT, TT가 가능하다. 둘째좌위에 G, C 대립형질이 있다면 GG, GC, CC의 유전자형이 가능하다. 따라서 이 개체의 두 좌위에는 아래 표(Punnett square에서 보듯이 총 9가지의 유전자형 조합이 가능하다. 만일 개체의 한쪽 혹은 양쪽 좌위가 동형접합(homozygous)이라면 이는 명백히 그 하플로타입을 의미할 것이다. 양쪽 좌위에서 모두 이형접합(heterozygous)인 경우에만 하플로타입을 알 수 없다.
|    | AA    | AT             | TT    |
| -- | ----- | -------------- | ----- |
| GG | AG AG | AG TG          | TG TG |
| GC | AG AC | AG TC or AC TG | TG TC |
| CC | AC AC | AC TC          | TC TC |

이 모호함을 해결하는 유일한 방법은 직접 서열을 결정하는 것이다. 그러나 개체별 샘플정보를 이용하면 이 모호한 상태의 특정한 하플로타입의 확률을 추정하는 것이 가능하다.
주어진 다수의 개체의 유전형으로부터 하플로타입 결정(resolution) 혹은 하플로타입 페이징(phasing) 기술을 통해 하플로타입을 추정할 수 있다. 이 방법들은 특정 유전체영역내에 하플로타입이 공통된다는 관찰을 적용함으로써 동작한다. 그러므로, 주어진 가능한 하플로타입 결정들의 집합이 주어지면 이 방법들은 전체적으로 조금 더 다른 하플로타입을 선택한다. 이 방법들은 매우 다양한데 일부는 parsimony와 같은 조합형 접근에 기반하기도 하고, 하디 와인버그 평형, Coalescent theory, Perfect phylogeny등과 같은 가설 모델에 기반한 likelihood 함수를 이용하기도 한다.

## 가계 DNA 검사를 통한 Y-DNA 하플로타입
일반 염색체와 달리 Y 염색체는 쌍으로 존재하지 않는다. 모든 인간 남성은 한벌의 Y 염색체를 갖는다. 이는 다음 세대로 전달시 제비뽑기를 하지 않음을 의미한다. 따라서 상염색체 하플로타입과 달리 세대간 임의적인 변화가 없으며 인간 남성은 일부 돌연변이를 제외하고는 그의 아버지와 같은 염색체를 공유한다.

## 같이 보기
- 햅맵 프로젝트
- 하플로그룹

## 소프트웨어
- Fugue 보관됨 2013-05-24 - 웨이백 머신 — EM 알고리즘에 기반한 하플로타입 추정 및 연관테스트

- HaploBlockFinder — 하플로타입 블록 구조 분석용 소프트웨어 패키지

- Haploview[1] — 연관불평형 가시화, 하플로타입 추정 및 태깅

- HelixTree — 하플로타입 분석 소프트웨어

- PHASE — 하플로타입 재구축 소프트웨어, 집단 데이터로부터 유전자 재조합 빈도 추정

- SNPHAP — EM 알고리즘에 기반하여 페이징(phasing) 안된 유전형 데이터로부터 하플로타입 빈도 추정

- The integrated Haplotype Analysis Pipeline (iHAP)

- WHAP[2] — 하플로타입 기반 연관분석 프로그램

## 참고 문헌
1. ↑  Barrett J.C., Fry B., Maller J., Daly M.J. (2005). “Haploview: analysis and visualization of LD and haplotype maps”. 《Bioinformatics》 21: 263–265. doi:10.1093/bioinformatics/bth457. PMID 15297300.
2. ↑  Purcell S., Daly M. J., Sham P. C. (2007). “WHAP: haplotype-based association analysis”. 《Bioinformatics》 23: 255–256. doi:10.1093/bioinformatics/btl580. PMID 17118959.